# Isdigerdes I
Isdigerdes I (em persa: ساسانیان; romaniz.: Yazdegerd; em grego: Ιζδεγερδές; ? - 420) foi um rei do Império Sassânida. Reinou de 399 até 420. Ele reinou por vinte e um anos, foi antecedido por Vararanes IV e sucedido por Vararanes V.
Isdigerdes era um rei tolerante, a quem os cristãos persas devem gratidão. Acabou com a ideia, comum entre os zoroastristas, de que os cristãos eram hereges dignos de morte, e atribuiu-lhes um estatuto de aprovação. Aprovou a organização da Igreja Persa, e reconheceu o católico como chefe dos cristãos persas, porém com a condição de o católico ser aprovado pelo rei da Pérsia. Depois de Isdigerdes, as perseguições aos cristãos deixaram de ser realizadas de forma sistemática, havendo contudo algumas sob os sassânidas, a pior delas sob Sapor II.